# Parastrangalis interruptevittata
Parastrangalis interruptevittata là một loài bọ cánh cứng trong họ Cerambycidae.